# فرودگاه دیکسون
فرودگاه دیکسون (به روسی: Аэропорт Диксон) فرودگاهی عمومی واقع در Dikson (urban-type settlement) در کشور روسیه است.